# 前島秀行
前島 秀行（まえじま ひでゆき、1941年6月27日 - 2000年2月10日）は、日本の政治家。衆議院議員（4期）。社会民主党国会対策委員長などを務めた。

## 経歴
富士宮市出身。静岡県立富士高等学校、早稲田大学政治経済学部を卒業し、日本社会党書記局に就職。
その後、党総務部長などを務め、1986年に勝間田清一の後継として第38回衆議院議員総選挙に旧静岡2区から立候補し初当選。以後4期連続当選。副書記長などを歴任。社会民主党への改組後も党に残り、党総務部長に就任。1998年には国会対策委員長に就任する。
4期目の当選は、小選挙区比例代表並立制の導入となったため、静岡県第5区からの立候補となったが落選し、重複立候補していた比例東海ブロックでの復活当選となった。
国会開会中の2000年2月3日夜、九段宿舎で身体の不調を訴え東京女子医科大学病院に搬送されたが、同月10日に死去した。58歳没。同年3月7日、同じ静岡県選出で親交の深かった自由民主党の柳沢伯夫が衆議院本会議で追悼演説を行った。前島の死去による欠員補充として、比例東海ブロック社会民主党比例名簿から、次点者の菊地董が繰上当選となった。